# De heilige Maria Magdalena in extase
De heilige Maria Magdalena in extase (Frans: Sainte Marie-Madeleine en extase), ten onrechte ook bekend als De dood van de heilige Maria Magdalena, is een schilderij van Peter Paul Rubens. Hij maakte het rond 1620. Het werk maakt deel uit van de collectie van het Museum voor Schone Kunsten in Rijsel. 

## Voorstelling
Over het leven van Maria Magdalena ontstonden sinds het begin van de Middeleeuwen veel legenden. Jacobus de Voragine nam een beroemd geworden versie op in zijn Legenda aurea. In dit verhaal trok Maria Magdalena zich na een zondig leven terug in de woeste natuur, waar zij tientallen jaren zonder eten en drinken overleefde. Elke dag droegen engelen haar naar de hemel waar visioenen haar voedsel vormden.
Rubens week als een van de eersten af van de gebruikelijke uitbeelding van deze episode als een soort Hemelvaart. In plaats daarvan raakt Maria Magdalena op aarde in extase, ondersteund door twee engelen. Een stralend hemellicht schijnt op de heilige, die te herkennen is aan haar attributen: een schedel en een zalfpot. Op de achtergrond is haar primitieve onderkomen in de woestenij zichtbaar. Het onderwerp van het schilderij sluit goed aan bij de Contrareformatie, toen groot belang werd gehecht aan boetedoening en mystiek. 
De geschriften van Theresia van Ávila kunnen een belangrijke bron van inspiratie voor de schilder geweest zijn. Deze Spaanse heilige genoot aan het begin van de zeventiende eeuw grote bekendheid en Rubens had zeker kennis gemaakt met haar werken. Daarin beschreef zij hoe bij een extase de ogen niets meer konden zien, de ledematen slap werden en het lichaam koud en kleurloos werd.

## Herkomst
Rond 1619-1620 werkte Rubens in de kerk van de minderbroeders in Gent. Het koor van dit godshuis werd in die periode verfraaid en toegankelijk gemaakt voor leken. Enige jaren later werd het schilderij in een boek over de geschiedenis van de stad Gent al vermeld. In 1794 namen de Franse troepen het werk als oorlogsbuit mee naar Parijs, waarna het in 1801 werd toegewezen aan het net opgerichte Museum voor Schone Kunsten in Rijsel.